# Plaza de las Cuatro Calles (Toledo)
La plaza de las Cuatro Calles es una plaza localizada en la ciudad de Toledo, en Castilla-La Mancha, España. Esta plaza es el corazón comercial de Toledo.
Es el centro de una estrella de cinco puntas que llega a Zocodover por el del norte, la catedral por el del sur, el teatro de Rojas por el del este y el Alcaná por el del oeste.